# 佳阳畲族乡
佳阳畲族乡是中华人民共和国福建省宁德市福鼎市下辖的一个民族乡。

## 行政区划
佳阳畲族乡下辖以下村级行政区划单位：
佳阳村、象洋村、三丘田村、安仁村、蕉宕村、罗唇村、双华村、后洋村、佳山村、周山村、上庵村和龙头湾村。